# Xã Longwood, Quận Pettis, Missouri
Xã Longwood (tiếng Anh: Longwood Township) là một xã thuộc quận Pettis, tiểu bang Missouri, Hoa Kỳ. Năm 2010, dân số của xã này là 610 người.